# دونالد شیورلی
دونالد شیورلی (انگلیسی: Donald Shively; زاده ۱۱ مهٔ ۱۹۲۱ – درگذشت ۱۳ اوت ۲۰۰۵) ژاپن‌شناس، افسر (نیروهای مسلح) اهل ایالات متحده آمریکا بود.
وی همچنین برندهٔ جوایزی همچون نشان ستاره برنزی شده است.